# Пуллен де Ла Барр, Франсуа
Франсуа Пуллен де ля Барр (Пулен де Ла Барр; июль 1647—4 мая 1723 или 1725) — французский писатель, философ

 картезианского направления, убежденный феминист, автор эссе «О равенстве обоих полов» (1673).
Пуллен де ля Барр является самым решительным феминистом эпохи Просвещения. Он считает, что мужчины, будучи сильнее, всегда поступали в угоду своему полу, а женщины по привычке мирятся с этой зависимостью. У них никогда не было тех же возможностей, что и у мужчин — ни свободы, ни образования.

## Биография
Изучал теологию в Сорбонне, в 1679—1688 годах был священником в приходах в Пикардии на севере страны, после чего вернулся в Париж. Официальная католическая церковь в то время критически относилась к картезианству, и Пуллен де ля Барр оставил священство, переехал в Женеву, перешёл в кальвинизм и женился. Поскольку Эдикт Фонтенбло отменил Нантский эдикт, Пуллен де ля Барр как протестант был вынужден остаться в изгнании в республике Женева, предоставившей ему гражданство в 1716 году. Его идеи повлияли на другого женевского мыслителя, Жан-Жака Руссо.

## Произведения в сети
- De l’Éducation des dames pour la conduite de l’esprit dans les sciences et dans les mœurs в архиве, Paris, J. Du Puis, 1674.
- De l’Égalité des deux sexes, discours physique et moral où l’on voit l’importance de se défaire des préjugés в архиве, второе издание, Paris, 1679 (transcription annotée et avec modernisation de l’orthographe).
- De l’Excellence des hommes contre l’égalité des sexes в архиве Paris, J. Du Puis, 1675.